# آلیستر کراولی
ادوارد الکساندر کراولی (به انگلیسی: Edward Alexander Crowley) معروف به آلیستر کراولی، رازورز، جادوگر مراسمی، نویسنده، شاعر، کوهنورد و هنرمند انگلیسی بود که با بنیان‌گذاری آیین تلما به شهرت رسید. او خود را به عنوان فرستاده‌ای معرفی کرد که در اوایل قرن بیستم، آغاز عصر هوروس را به بشریت ندا می‌داد. عمدهٔ شهرت او به خاطر انتشار بحث‌برانگیز کتاب شریعت در آیین تلما است.

## تولد و دوران کودکی
آلیستر کراولی بین ساعت ۲۳ تا نیمه شب ۱۲ اکتبر سال ۱۸۷۵ در رویال لیمینگتون اسپا در شهرستان واریک‌شر انگلستان و در یک خانواده مرفه متولد شد. والدین او ادوارد کراولی (۱۸۲۹–۱۸۸۷) و امیلی برتا بیشاپ (۱۸۴۸–۱۹۱۷) نام داشتند که مسیحی اونجلیست بودند. پدر او فردی مذهبی بود به طوری که معمولاً وقت خود را به عنوان واعظ مسافرتی برای فرقه می‌گذراند و هر روز صبح بعد از صبحانه، یک فصل از انجیل را برای همسر و پسرش می‌خواند و به همین دلیل بود که پسرش را در سن هشت سالگی به مدرسه مسیحی فرستاد و خود نیز در مارس ۱۸۸۷ به دلیل سرطان درگذشت و این رخداد، تأثیر عمیقی بر روحیات و رفتار آلیستر کراولی گذاشت.
از آنجایی که آلیستر کراولی پدرش را بهترین دوستش معرفی کرده بود بعد از مرگ پدرش همچنان این اثر روحی و روانی بر او باقی ماند و در حالی که همچنان در مدرسه مسیحیت تحصیل می‌کرد، در سن ۱۲ سالگی به دین شک کرد و این بحث و جدل‌ها با معلمانش تا جایی پیش رفت که در سن ۱۹ سالگی از این مدرسه اخراج شد.

## دوران جوانی و دانشگاه
پس از اخراج از مدرسه نام خود را از ادوارد به آلیستر تغییر داد و وارد دانشگاه کالج ترینیتی دانشگاه کمبریج بریتانیا برای تحصیل در رشته فلسفه شد. او که در دانشگاه بسیار باهوش و ممتاز بود پس از مدتی به قهرمان شطرنج دانشگاه تبدیل شد و همچنین شاعر و نویسنده خوبی بود. آلیستر کراولی همچنین استعداد بالایی در یادگیری زبان‌های مختلف داشت وی به زبان‌های روسی و آلمانی مسلط بود و این موضوع باعث شد تا اعضای سیاسی اساتید دانشگاه به او پیشنهاد سفیر انگلستان در روسیه را بدهند.
آلیستر کراولی به‌طور اتفاقی کتاب جادوی سیاه چاپ شده در سال ۱۸۹۸ را به دست آورد و پیدا کردن این کتاب و مطالب گفته شده در آن به‌طور کلی سرنوشت وی را تغییر داد و باعث شد تا بدون گرفتن هیچ مدرکی و در حالی که شاگرد ممتاز دانشگاه بود ادامه تحصیل خود را رها کند.
طبق گفته‌های خود آلیستر اولین سفر ذهنی و روحی او به ابعاد بالاتر از دنیای ما در سال ۱۸۹۶ در سوئد اتفاق افتاد. وی همچنین در این دوران زندگی جنسی شلوغی داشت و به دلیل رابطه‌های زیادی که داشت باعث شد تا از یکی از فاحشه‌ها بیماری سیفلیس بگیرد.

## شروع فعالیت‌های فراطبیعی
آلیستر کراولی در سال ۱۸۹۸ در کشور سوئیس با شیمیدانی به اسم بیکر آشنا شد. وی که در زمینه فعالیت‌های فراطبیعی
خارج از علم نیز فعالیت داشت کراولی را وارد انجمن عجیبی به نام سازمان هرمسی پگاه زرین کرد که گروهی از دانشجویان و اساتید دانشگاه زرمات سوئیس بودند.
اعضای این گروه که انجمنی از اساتید نخبه بودند -که یکی از اعضای آن‌ها چند سال بعد نامزد دریافت جایزه نوبل نیز شد- به‌طور کلی وقت خود را روی مفاهیم فراطبیعی یا جادوگری می‌گذاشتند و با این که کراولی نیز در این انجمن در حال پیشرفت بود سبک زندگی او و بی‌توجهی به بسیاری از قوانین آن‌ها در نهایت باعث شد تا با آن‌ها دچار اختلاف شود و در نهایت مجبور به ترک این انجمن شود.

## درگذشت
کراولی در ۱ دسامبر ۱۹۴۷ در هیستینگز بر اثر عفونت دستگاه تنفسی درگذشت.